# Hashtrud
Hashtroud este un oraș din Iran.